# 金谷鞠杏
金谷 鞠杏（かねや まりあ、MARIA KANEYA、2001年12月31日 - ）は、日本のファッションモデル、歌手であり、男女7人組のパフォーマンスグループ・GENICのメンバーである。
秋田県大館市出身、エイベックス・クラン所属。
『BLENDA Japan』専属モデル。2020年ミス・ワールド日本代表。GU MANIA READER。

## 略歴
小学6年生の時に小学生向けファッション誌の読者コーディネート企画に申し込み、グランプリを獲得。
東京に同誌のキッズモデルが出演するファッションショーを見るための服を買いに行くが、たまたま乗る電車を間違えたとき、エイベックスのマネジャーにスカウトされエイベックスに所属。
2016年、期間限定グループQuestyのメンバーとしてCDデビュー。その後、2017年9月から『Rの法則』（NHK Eテレ）の第9期R'sメンバーを務めた。
2019年、avexのDNAを継承する新ダンス&ボーカルグループ育成プロジェクトが発表され、夏に決まる正式メンバーの座をかけて活動する期間限定サバイバル・ユニット、a-genicが結成。2019年8月、正式メンバーに選ばれ11月1日よりGENICに改名し活動開始。2020年9月、ミス・ワールド日本代表に選ばれる。
2024年、Z世代ハイティーン向け情報バラエティ番組「ハイティーン・バイブル（ABEMA）」内で実施されたGUが主催する「GU MANIA READER AUDITION」に参加。オーディションの結果「GU MANIA READER」に選ばれる。

## 出演

### 雑誌
- BLENDA Japan（2020年 - ） - 専属モデル

### テレビ番組
- Rの法則（2017年9月 - 2018年4月、NHK Eテレ） - 第8期R'sメンバー
- FNS逃走中（FNS27時間テレビコラボSP）（2023年7月23日、フジテレビ） - 秋田テレビ代表
- オールスター合唱バトル（2023年12月28日、フジテレビ） - Z世代アイドル合唱団
- あらあらかしこ（2024年10月5日、仙台放送）

### テレビドラマ
- M 愛すべき人がいて（2020年7月4日、テレビ朝日・ ABEMA）

### 配信番組
- 恋する♥週末ホームステイ（2019年1月 - 4月、ABEMA）
- GU MANIA LEADER AUDITION（2024年7月 - 、ABEMA）

### WEB CM
- GU「BARREL LEG JEANS」（2024年9月17日 -）[11]

### MV
- lol「like that!!（Popteen Ver.）」（2019年）

### イベント
- Rakuten GirlsAward 2024 SPRING/SUMMER（2024年5月3日、代々木第一体育館）
- Yogibo BOOM TOKYO 2024（2024年6月1日、幕張メッセ）
- ミュゼプラチナム Presents OKINAWA COLLECTION 2024（2024年6月15日、沖縄アリーナ）[12]
- SETOLAS Holdings presents TGC KAGAWA 2025 by TOKYO GIRLS COLLECTION（2025年5月6日、あなぶきアリーナ香川）[13]